# 55 Water Street
El 55 Water Street es un rascacielos de 209 m de altura situado en el Distrito Financiero de Lower Manhattan, Nueva York, Estados Unidos, en el río Este. Fue completado en 1972 y tiene 53 plantas. Fue diseñado por Emery Roth & Sons, y está empatado con 277 Park Avenue como el 40.º edificio más alto de Nueva York. Cuando fue completado era el edificio de oficinas más grande por superficie del mundo, y aún lo es en Nueva York. Según un acuerdo con la Oficina de Desarrollo de Lower Manhattan, fue construido en una supermanzana creada por la unión de cuatro manzanas contiguas, suprimiendo la parte occidental de Front Street.
En el lado norte de la torre hay un ala de 15 plantas con una fachada inclinada y terrazas frente al río. Enfrente de esta hay una plaza elevada, conocida como el "acre elevado" (Elevated Acre), a la que se llega por escaleras mecánicas. Esta plaza de 4.800 m² fue diseñada por M. Paul Friedberg & Associates, y tiene las mismas baldosas rojas que Jeannette Park, al sur de la torre. El edificio, sus plazas y Jeannette Park han sido renovados y rediseñados por Lee S. Jablin de Harman Jablin Architects. Fue planeado originalmente como una serie de espacios públicos elevados a lo largo del East River, conectados con pasarelas que discurren por encima del nivel de calle. 
55 Water Street fue el último edificio importante construido por Uris Brothers.

## Ocupantes

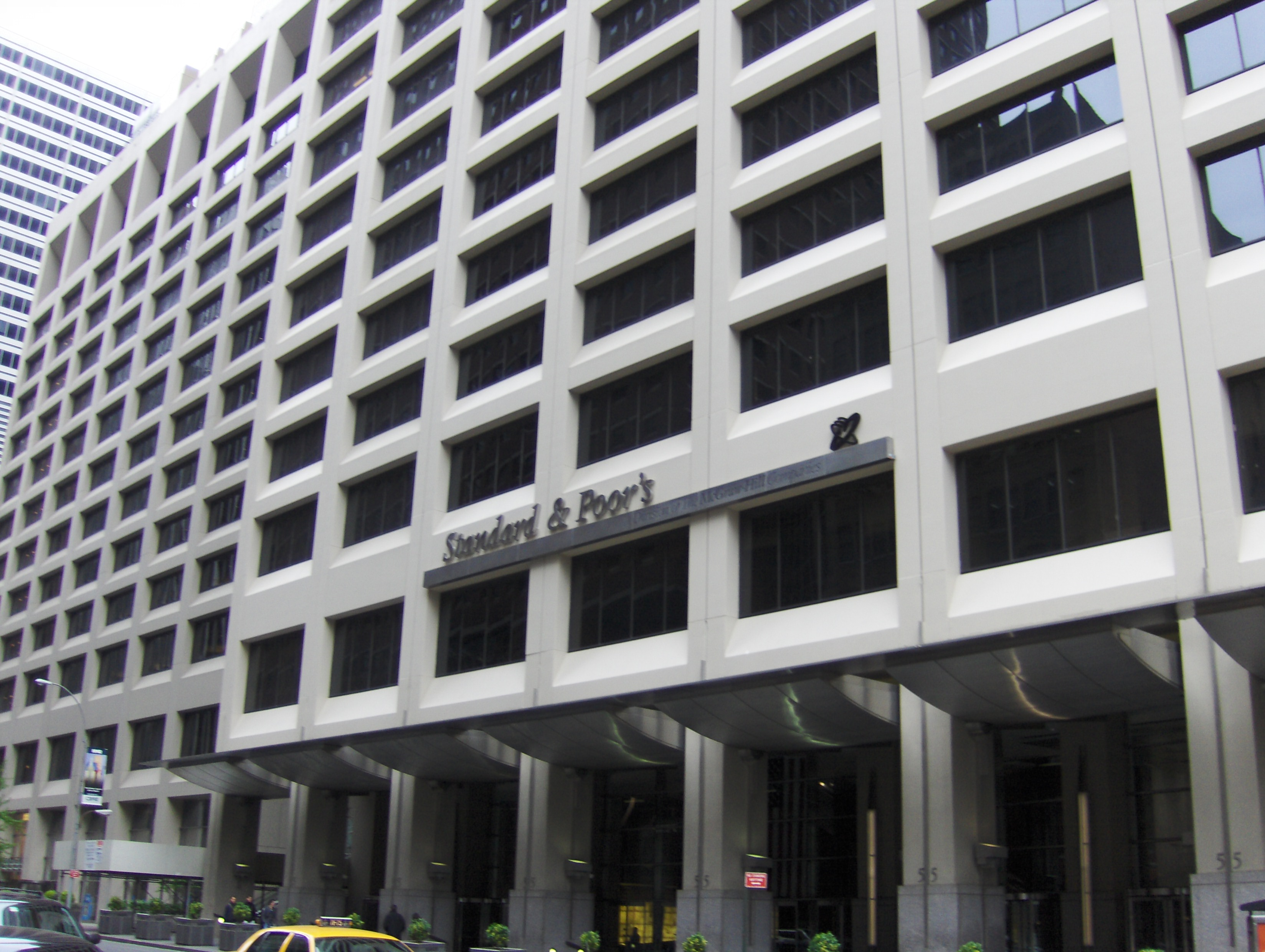
Oficinas de la agencia Standard & Poor's en el 55 Water Street, Nueva York.

El edificio es la sede de EmblemHealth. HIP Health Plan de Nueva York, que se fusionó con EmblemHealth, se trasladó aquí con 2000 empleados en octubre de 2004. Fue el mayor traslado corporativo de downtown Manhattan desde los atentados del 11 de septiembre de 2001. La famosa agencia de calificación Standard & Poor's tiene también su sede en el edificio. Desde 1973 hasta 1983 el Whitney Museum of American Art mantenía una sucursal del museo en el edificio. El espacio fue alquilado por una cuota simbólica y varias corporaciones de Wall Street pagaban el coste operativo. 